# Медали летних Олимпийских игр 1900

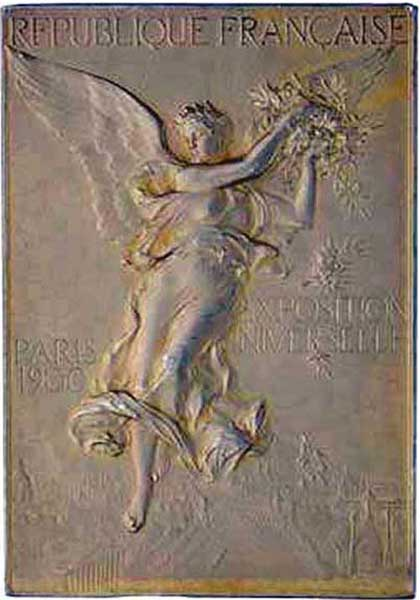
Серебряная наградная плакетка Олимпийских игр 1900 года, лицевая сторона

Медали летних Олимпийских игр 1900 — отличительные награды за коллективные или индивидуальные спортивные достижения участников Игр II Олимпиады, проходившие в Париже, Франция.

## История
Таким же образом, как и на предыдущих играх, на летних Олимпийских игр 1900 года распределялись медали участникам, занявшие первые два места в каждом виде спорта. Победителям вручали серебряные, а участникам, занявшим второе место, бронзовые медали.

### Производство
Изготовлены все медали Парижским монетным двором, который находится в Париже. Изображения наградной плакетки и памятной медали отличались, но изготовлены были из одинаковых металлов, в основном из бронзы, но наградная плакетка покрыта слоем серебра, и её легко принять за серебряную.

### Дизайн
Памятная награды сильно отличались своей формой — первый и единственный раз в истории летних Олимпийских игр награды имели прямоугольную форму (назывались «плакетками»). Фраза «Олимпийские игры» на наградной плакетке, так и на памятной медали отсутствовали, в связи с одновременным проведением Олимпийских игр и Всемирной выставки, которая проходила в Париже.
Французские слова — «Championnat De Gymnastique» — Чемпионат по гимнастике (англ. The championship on gymnastics; фр. Le championnat selon la gymnastique), единственные, имеющие отношение к спорту, — можно прочитать на наградной плакетке. Но, видимо, и эта плакетка не специально выпущена к Олимпиаде, поскольку существуют такие же плакетки с надписью: «Exercises Physiques Et Spots» — Физические упражнения и спорт (англ. Physical exercises and sports; фр. Les exercises physiques et le sport).
На лицевой стороне плакетки изображена окрыленная богиня победы, которая парит над стадионом. Сверху выгравирована надпись: «Republique Francaise» — Республика Франция (англ. Republic France; фр. La république de France). Слева: PARIS 1900, а справа: «Exposition Universelle» — Всемирная выставка (англ. World's fair; фр. L'exposition universelle). На оборотной стороне — на фоне стадиона фигура победителя на пьедестале почета с оливковой ветвью в поднятой руке. На пьедестале надпись: «Championnat De Gymnastique» — Чемпионат по гимнастике (англ. The championship on gymnastics; фр. Le championnat selon la gymnastique). Плакетка изготовлена из бронзы, об этом свидетельствует надпись на ребре: Bronze.

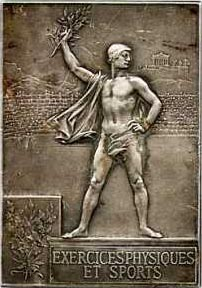
Серебряная наградная плакетка, оборотная сторона

Автором и художником изображений на памятной медали оказался француз Жюль Шаплен, создавший олимпийские награды для победителей I Олимпиады в Афинах. На лицевой стороне медали — окрыленная богиня победы, парящая в воздухе, несёт победителя. В правой руке у неё венок и пальмовая ветвь. Победитель держит горящий факел. Надпись по-французски: «Exposition Universelle Internationale Paris 1900» — Международная Всемирная выставка. Париж. 1900. (англ. The international World's fair. Paris. 1900; фр. L'Exposition universelle internationale. Paris. 1900). Внизу на фоне панорамы Парижа выбита надпись: «Exercices Physiques Et Sports» -Физические упражнения и спорт (англ. Physical exercises and sports; фр. Les exercises physiques et le sport).
Существуют точно такие же медали, но с названиями фирм, участвовавших во Всемирной выставке, выбитыми вместо этой надписи. Встречаются и медали с названиями русских фирм — участников Парижской выставки. На оборотной стороне — символ Франции — Марианна на фоне силуэта моста через реку Сена и дуба, а также надпись: «Republique Francaise» — Республика Франция (англ. Republic France; фр. La république de France).
Дизайнером всех медалей послужил Фредерик Вернон.

## Золотая медаль
Золотая награда в этих Играх отсутствовала вообще, даже не использовалось позолота в производстве медалей.

## Серебряная медаль
- Размер — 59×41 мм.
- Толщина — 3.2 мм.
- Вес — 53 г.
- Состав: бронза, серебряное покрытие
- Чеканка

## Бронзовая медаль
- Размер — 59×41 мм.
- Толщина — 3.2 мм.
- Вес — 53 г.
- Состав: бронза
- Чеканка

## Медаль в филателии
Несмотря на «удобную» форму плакетки, государства производили марки и открытки с изображением медали не с большим энтузиазмом. Было выпущено минимум 2 вида марок странами: Лаос и Гренада. Лаос выпустил марку, посвященную победителям в женском волейболе, а в нижнем левом углу нарисована оборотная сторона плакетки. Гренада решила изготовить марку, на которой полностью во весь размер представлена фотография лицевой стороны бронзовой памятной медали с изображением Ники.